# Ad Bransen

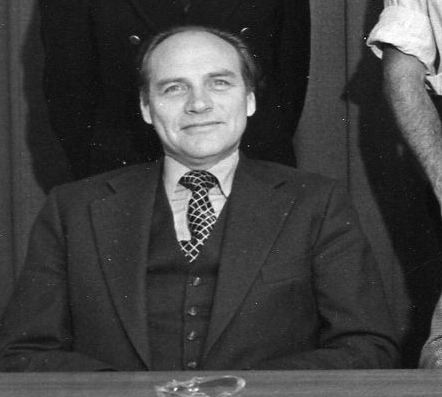
Mr. A.J. Bransen (1977)

Adriaan Jacobus (Ad) Bransen (Utrecht, 18 december 1928 – Huis ter Heide, 4 juni 2010) was een Nederlands een politicus van de KVP en later het CDA.

## Levensloop
Ad Bransen studeerde rechten aan de universiteit. Bransen werd in 1970 wethouder van sociale zaken in Utrecht. Van 16 december 1983 tot 31 augustus 1992 was hij werkzaam als burgemeester van Houten.
Ad Bransen trouwde met Annie van Hedel. Bransen overleed op de leeftijd van 81 jaar en is begraven op de Rooms-katholieke begraafplaats aan de Loerikseweg te Houten.